# Dandelion (chanson des Rolling Stones)
Cet article concerne la chanson des Rolling Stones. Pour la chanson de Nanase Aikawa, voir Dandelion.
Singles de The Rolling Stones
Let's Spend the Night Together/Ruby Tuesday
(1967) Jumpin' Jack Flash
(1968)
Dandelion (« pissenlit ») est une chanson des Rolling Stones, sortie en single (en face B de We Love You) le 18 août 1967 au Royaume-Uni et le 2 septembre de la même année aux États-Unis. Elle s'y classa douzième au hit-parade, loin devant sa face A, qui n'atteignit que la cinquantième place. En conséquence, Dandelion apparaît sur les versions britannique et américaine de la compilation Through the Past, Darkly (Big Hits Vol. 2), sortie en 1969, tandis que We Love You n'apparaît que sur la britannique.

## Genèse et enregistrement
La chanson initialement intitulée Sometimes Happy, Sometimes Blue est travaillée pour la première fois lors des sessions du 8 novembre au 6 décembre 1966 consacrées à l'album Between the Buttons. Durant ces sessions, une démo est enregistrée avec Keith Richards à la guitare rythmique et au chant, Mick Jagger au tambourin et Charlie Watts à la batterie. A ce moment-là, la chanson contenait des paroles différentes par rapport à la version finale.
La version finale est travaillée durant les sessions de l'album Their Satanic Majesties Request et elle est principalement enregistrée les 12 et 13 juin 1967, puis finalisée le 2 juillet 1967.
Le groupe n'a jamais joué cette chanson en concert; néanmoins elle apparait dans plusieurs compilations dont Through the Past, Darkly (Big Hits Vol. 2), More Hot Rocks (Big Hits & Fazed Cookies) et Singles Collection: The London Years.

## Analyse

### Analyse des paroles
Les paroles de la chanson s'inspire des comptines britanniques. Le pauvre, le mendiant, le voleur, le tailleur, l'homme riche, le marin et le romanichel, que l'on trouve tout du long de la chanson, sont des personnages d'un jeu et d'une comptine britannique intitulée Tinker, Taylor ("Romanichel, tailleur") de la fin du XVIIe siècle, auxquels on a ajouté une touche de psychédélisme.

« Une heure, deux heures, trois heures, quatre heures, cinq heures
Les pissenlits se moquent du temps qui passe
Les pissenlits ne mentent pas
Les pissenlits te rendront sage... »

En parlant des pissenlits ("dandelion"), Mick Jagger et Keith Richards pensaient à une tout autre plante lorsque la chanson est sortie en face B du single We Love You .

### Structure musicale
Dandelion est une chanson pop rayonnante teintée de psychédélisme influencée par les Beatles, utilisant une instrumentation baroque; l'élément dominant la chanson est le clavecin joué par le pianiste Nicky Hopkins, tandis que Brian Jones intervient avec des jeux solos de hautbois. Ces deux parties se contrebalancent surtout à la fin de la chanson avec la mélodie ascendante de Brian Jones contre la pédale descendante de Nicky Hopkins. Le bassiste Bill Wyman propose un jeu à la fois mélodique et rythmique accompagné de la guitare acoustique rythmique de Keith Richards et de la batterie de Charlie Watts qui n'hésite pas à effectuer des jeux de toms en fin de chanson. Quant à Mick, il soutient ses camarades aux maracas et propose une interprétation jubilatoire. La chanson est dans la tonalité de si bémol majeur et dans la signature rythmique 4/4.
Sur la version parue en face B de single, la chanson se termine par un jeu de piano issue de We Love You présente en face A. Cette dernière comporte également des extraits des chœurs extraits de Dandelion à la fin. Ce coda est toutefois coupé sur la plupart des versions de Dandelion apparaissant dans la plupart des compilations. Toutefois, on peut retrouver la version complète dans les compilations Singles Collection: The London Years et Through The Past, Darkly.

## Fiche technique
- Mick Jagger : chant, chœurs
- Keith Richards : guitares, chœurs
- Brian Jones : clavecin, hautbois, maracas
- Bill Wyman : basse
- Charlie Watts : batterie, percussions
- Nicky Hopkins : clavecin
- Ian Stewart : orgue